# Satsumaage

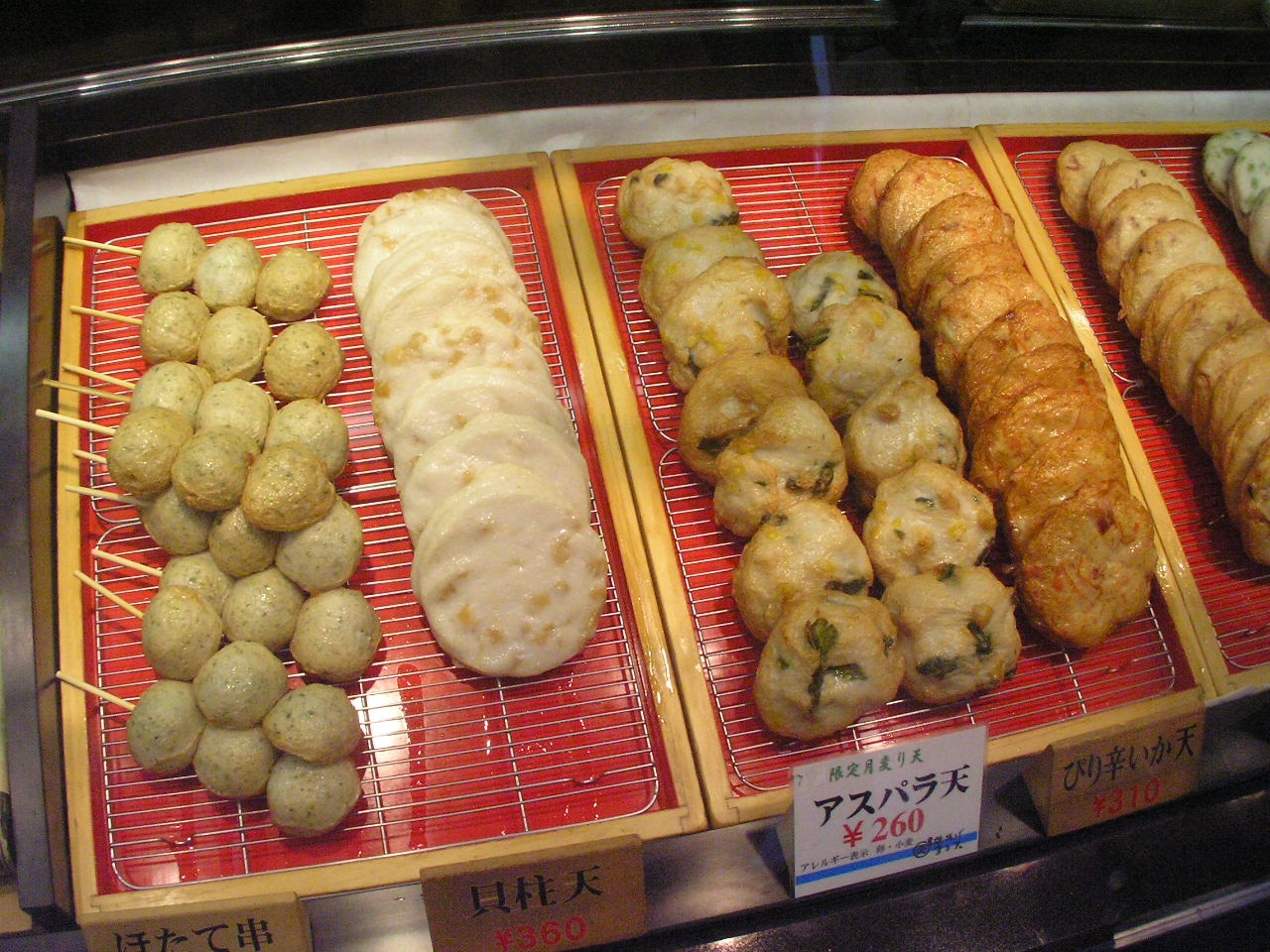
Magasin vendant des Satsumaage.

Le Satsumaage (薩摩揚げ), aussi appelé tsukeage ou chikiagi, est un gâteau de poisson frit de Kagoshima, au Japon. Du surimi et de la farine sont mélangés pour obtenir une pâte compacte qui se solidifie pendant qu'elle frit. C'est une spécialité de la région de Satsuma, aussi connue sous le nom chikiagi à Okinawa.

## Principe
La pâte contient du poisson assaisonné de sel, de sucre et d'autres épices, des champignons de type « oreille d'arbre » 木耳 (en), beni shōga, des oignons, de la ciboule, des légumes, du poulpe, du calmar, des crevettes et d'autres fruits de mer. La pâte est ensuite modelée en différentes formes avant d'être frite.
Dans les villages de pêcheurs, la recette est adaptée aux poissons pêchés localement.
On les consomme nature ou accompagnés de sauce soja et de gingembre ou de moutarde. Il est utilisé dans les oden, udons ou dans les plats bouillis.

## Histoire
Diverses version existent sur la genèse du Satsumaage, mais le lieu de naissance le plus communément admis est le district de Satsuma à Kagoshima. On raconte qu'en 1864, le clan Shimazu l'importa à Satsuma depuis Okinawa au travers d'échanges commerciaux et d'invasions. À cette époque, les habitants d'Okinawa appelaient chigiage de la pâte de poisson bouillie puis frite. Après avoir été importé à Kagoshima, il a été produit comme tsukiage et sélectionné parmi les cent meilleures spécialités locales.

## Variantes
- Hiraten : Satsumaage plat.
- Maruten : Satsumaage en forme de disque. Les gens du Kyūshū, principalement à Fukuoka, les mangent avec des udons.
- Gobouten : Satsumaage enroulé autour de tiges de grande bardane.
- Ikaten : Satsumaage entouré de tentacules de calmar.
- Takoten : Satsumaage entouré de lamelles de pieuvre, en forme de boule, comme un takoyaki.
- Tamanegiten : avec des oignons[3].
- Bomb : Satsumaage enroulé autour d'un œuf bouilli.
- Honeku, honeten (version courtes de honekuri-tempura) : plat local du nord de Wakayama. Des Trichiuridae pêchés localement sont mixés entiers puis frits.

## Variantes dans d'autres contrées
- Gansu (plat local de Hiroshima), similaire mais à base de côtelette de porc et de poissons blancs.
- Au Vietnam, en Corée et à Taiwan, des plats similaires existent. En Corée, le terme pour Satsumaage est eomuk (어묵) ou simplement odeng. On les trouve dans des échoppes en tant que nourriture de rue pendant l'automne et l'hiver.